# En su lugar
«En su lugar» es una canción de la cantante mexicana Yuridia, elegida como tercer y último sencillo de su producción Entre mariposas. Este tema fue escrito por la propia cantante mientras viajaba en un avión en 2007.

## Historia
La canción fue compuesta por Yuridia, que narra la historia de un amor no correspondido. Esta canción fue el tema principal de la telenovela estelar de Tv Azteca Secretos del alma.
La canción también forma parte del primer álbum en vivo de la cantante, Primera fila: Yuridia. «En su lugar» fue reconstruida a una versión más acústica.

## Presentaciones en vivo
Yuridia interpretó este tema por primera vez en el programa nocturno de Tv Azteca Animal nocturno. Más tarde la cantó en sus 2 magnos conciertos en el Auditorio Nacional y en la serie de conciertos realizados en el mes de septiembre de 2009 en Estados Unidos.

## Promoción y recepción
El tercer sencillo y último de Entre mariposas fue lanzado a finales de octubre de 2008. El sencillo fue la lanzado en Estados Unidos; como segundo sencillo, pero no tuvo el éxito esperado, ya que la disquera Sony Music y Tv Azteca no le dio la promoción debida en la radio, y Yuridia no podía promocionar el sencillo ya que se encontraba de gira por la República Mexicana.
Fue una de las 10 canciones más tocadas del 2009, según el recuento anual de Monitor Latino, posicionándose en el número 9. En 2010 recibió un premio Éxito SACM que es otorgado por la sociedad de autores de México, ya que «En su lugar» fue una de las doce canciones más tocadas del 2009, y un premio Autores y Compositores de México por «En su lugar».

## Posición en listas
| Listas (2015)                    | Posición alcanzada |
| -------------------------------- | ------------------ |
| Billboard Mexico Airplay         | 5                  |
| Billboard Mexico Español Airplay | 4                  |